# Высокинское сельское поселение (Орловская область)
Высокинское се́льское поселе́ние — муниципальное образование в Мценском районе Орловской области Российской Федерации.
Административный центр — деревня Высокое.

## История
Статус и границы сельского поселения установлены Законом Орловской области от 25 октября 2004 года № 434-ОЗ «О статусе, границах и административных центрах муниципальных образований на территории Мценского района Орловской области»

## Население
| 2010  | 2012  | 2013  | 2014  | 2015  | 2016  | 2017  |
| ----- | ----- | ----- | ----- | ----- | ----- | ----- |
| 998   | ↗1019 | ↗1079 | ↗1127 | ↘1125 | ↘1118 | ↘1086 |
| 2018  | 2019  | 2020  | 2021  | 2023  |       |       |
| ↘1062 | ↘1052 | ↘1037 | ↗1140 | ↘1130 |       |       |

## Состав сельского поселения
| №  | Населённый пункт | Тип населённого пункта          | Население |
| -- | ---------------- | ------------------------------- | --------- |
| 1  | Алёшня           | деревня                         | ↗183      |
| 2  | Байдино          | деревня                         | 1         |
| 3  | Бараново         | деревня                         | 10        |
| 4  | Богданово        | деревня                         | 4         |
| 5  | Братский         | посёлок                         | 12        |
| 6  | Бугры            | деревня                         | 22        |
| 7  | Высокое          | деревня, административный центр | ↗348      |
| 8  | Горбовский       | посёлок                         | 7         |
| 9  | Горбунцово       | деревня                         | 10        |
| 10 | Дмитриевский     | посёлок                         | 18        |
| 11 | Елизаветинка     | деревня                         | 20        |
| 12 | Знаменское       | село                            | 71        |
| 13 | Кручь            | деревня                         | 10        |
| 14 | Мелынь           | деревня                         | ↘168      |
| 15 | Образцово        | посёлок                         | 0         |
| 16 | Победа           | посёлок                         | 4         |
| 17 | Подъяковлево     | деревня                         | 24        |
| 18 | Полянки          | посёлок                         | 10        |
| 19 | Прогресс         | посёлок                         | 7         |
| 20 | Соймоново        | деревня                         | 10        |
| 21 | Стрельниково     | деревня                         | 15        |
| 22 | Тросное          | деревня                         | 36        |
| 23 | Хапово           | деревня                         | 0         |
| 24 | Хаустово         | деревня                         | 1         |
| 25 | Хутор Одинок     | деревня                         | 6         |